# Клавель, Аурора
Ауро́ра Клаве́ль Галья́рдо (исп. Aurora Clavel Gallardo; 29 октября 1934 или 14 августа 1936, Пинотепа-Насиональ, штат Оахака, Мексика — 19 мая 2025, Мехико) — мексиканская актриса театра и кино.

## Биография
Родилась 14 августа 1936 года (в других источниках в 1934) в Пинотепе-Насиональ. В юном возрасте увлеклась искусством и уговорила своих родителей переехать в Мехико. Дебютировала в кино в 1961 году. Первую заметную роль сыграла в 1965 году в фильме Луиса Алькорисы «Гордые сыны Тараумары», удостоенном премии Международной федерации кинопрессы на Каннском кинофестивале: мексиканская пресса отмечала, что игра Клавель, в чьих жилах течёт индейская кровь, придала аутентичности изображению в фильме индейцев народа тараумара.
В дальнейшем играла также героинь второго плана в ряде американских фильмов, в том числе дважды у Сэма Пекинпа — в вестернах «Майор Данди» (1965) и «Дикая банда» (1969). В 1979 году Аурора снялась в роли мамы Чоле в сериале «Богатые тоже плачут», а в 1987 году сыграла маму Эрнесто Рохаса в сериале «Дикая Роза».
В январе 2011 года заявила о своих планах открыть театральную школу в деревне. Вплоть до девятого десятка жизни продолжала сниматься.
Умерла 19 мая 2025 года от пневмонии, вызванной легочной гипертензией, в возрасте 88 или 90 лет.

## Фильмография

### Телесериалы
- 1975 — Пойдём со мной / (Ven conmigo) — эпизод
- 1979 — Богатые тоже плачут / (Los ricos también lloran) — мама Чоле Лопес
- 1982 — Ванесса / (Vanessa) — Марга
- 1982 — Свеча / (Chispita) — Флора
- 1982 — Бьянка Видаль / (Bianca Vidal) — Роса
- 1983 — Амалия Батиста / (Amalia Batista) — Адела
- 1983 — Хищница / (La fiera) — сестра Тринидад
- 1985 — Проходят годы / (Los años pasan) — Чоле
- 1986 — Гора Голгофа / (Monte calvario) — Фернанда
- 1987 — Дикая Роза / (Rosa Salvaje) — мама Эрнесто Рохаса
- 1988 — Грех Оюки / (El pecado de Oyuki) — Нана
- 1990 — Ничья любовь / (Amor de nadie) — Берта
- 1995 — Мария Хосе / (María José) — Мече
- 1995 — Бедная богатая девочка / (Pobre niña rica) — Ката
- 1995 — На одно лицо / (Bajo un mismo rostro) — Лупита
- 1996 — Факел / (La antorcha encendida) — Доминга
- 1996 — Мне не жить без тебя / (Te sigo amando) — Трансито
- 1997 — Мария Исабель / (María Isabel) — Амаргура
- 2000 — Обними меня крепче / (Abrázame muy fuerte) — Висента
- 2001 — Попробуй забыть меня / (Atrévete a olvidarme) — Эдуарда
- 2003 — Ночная Марианна / (Mariana de la noche) — Мама Лупе
- 2005 — Наперекор судьбе / (Contra viento y marea) — Осуме
- 2006 — Альборада / (Alborada) — Клеотильде
- 2007 — Страсть / (Pasión) — няня Клаудио и Анхеля
- 2008 — Огонь в крови / (Fuego en la sangre) — Офелия
- 2008 — Остерегайтесь ангела / (Cuidado con el ángel) — Фермина
- 2010 — Я — твоя хозяйка / (Soy tu dueña) — донья Ангустиас
- 2011 — Рафаэла / (Rafaela) — донья Рефугио
- 2013 — Непокорное сердце / (Corazón indomable) — Серафина
- 2013 — Лгать, чтобы жить / (Mentir para vivir) — Эдувигес
- 2014 — Я не верю в мужчин / (Yo no creo en los hombres) — Челито